# Sapadny (Maikop)
Sapadny (russisch Западный) ist ein Dorf (possjolok) in Südrussland. Es gehört zur Republik Adygeja und hat 3449 Einwohner (Stand 2019). Im Ort gibt es 45 Straßen.

## Geographie
Das Dorf liegt im zentralen Teil des Stadtkreises Maikop. Gawerdowski, Chanskaja, Rodnikowy, Podgorny, Sowezki und Sewerny sind die nächsten Siedlungen.